# Gråhuvad papegojnäbb
Gråhuvad papegojnäbb (Paradoxornis gularis) är en asiatisk fågel i familjen papegojnäbbar inom ordningen tättingar.

## Utseende
Gråhuvad papegojnäbb är en stor papegojnäbb med en kroppslängd på 21 centimeter. Den har grå hjässa och örontäckare, ett svart hjässband och svart strupe. Ovansidan är brun, undersidan vitaktig.

## Utbredning och systematik
Gråhuvad papegojnäbb delas in i sex underarter med följande utbredning:
- gularis – förekommer i östra Himalaya (Sikkim till Bhutan och norra Assam)
- transfluvialis – förekommer i södra Assam (söder om Brahmaputra) till Myanmar och nordvästra Thailand
- rasus – förekommer i västra Burma (Chin Hills)
- laotianus – förekommer i östra Burma (Kengtung District) till norra Thailand, norra Laos och nordvästra Tonkin
- fokiensis – förekommer i bergsskogar i södra Kina (söder om Yangtzefloden)
- hainanus – förekommer i Hainan (södra Kina)

Svartkronad papegojnäbb (Psittiparus margaritae) inkluderas ibland i gråhuvad papegojnäbb.

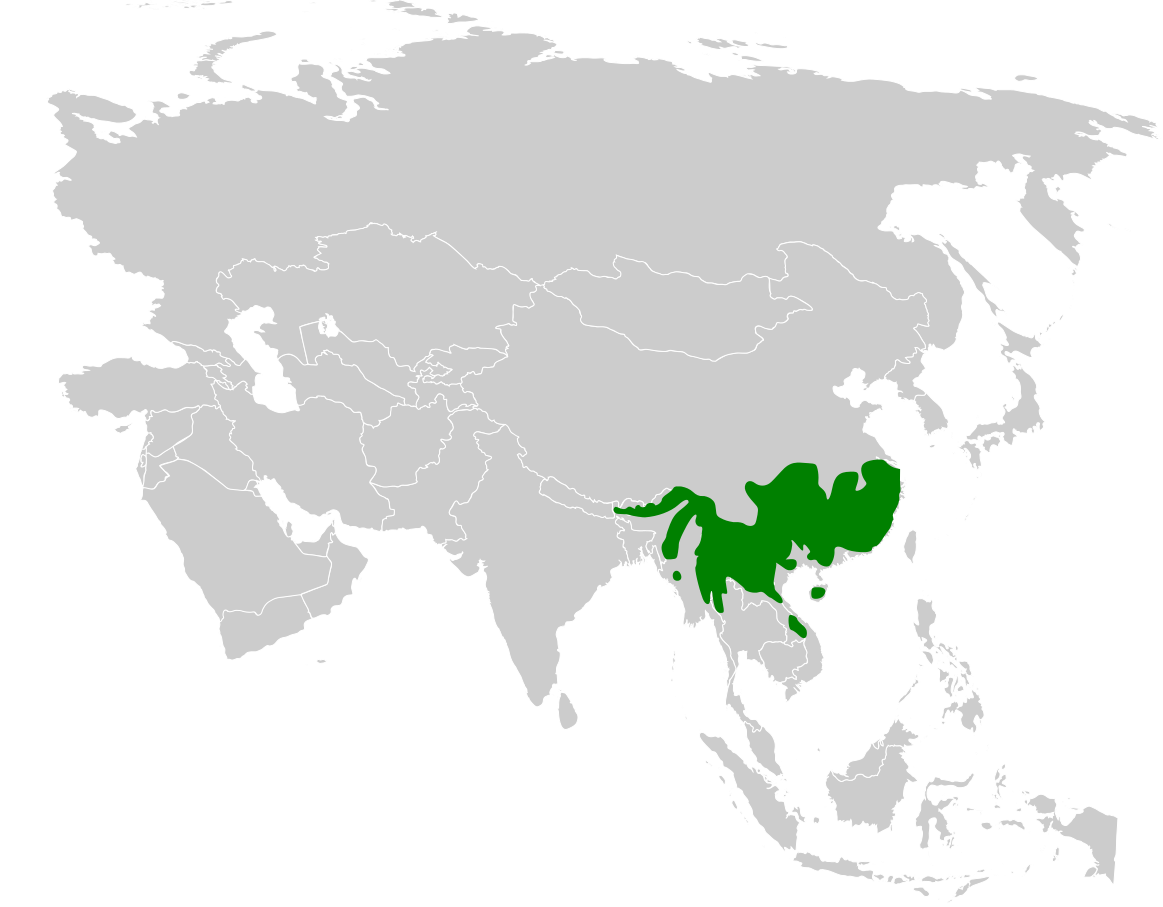
Utbredningskarta för gråhuvad papegojnäbb.

### Släktestillhörighet
Tidigare inkluderades alla papegojnäbbar förutom större papegojnäbb i Paradoxornis. DNA-studier visar dock att större papegojnäbb och den amerikanska arten messmyg (Chamaea fasciata) är inbäddade i släktet. Paradoxornis har därför delats upp i flera mindre släkten. Initialt placerades rosthuvad papegojnäbb med släktingar i släktet Psittiparus, men detta har sedermera inkluderats i Paradoxornis.

### Familjetillhörighet
DNA-studier visar att papegojnäbbarna bildar en grupp tillsammans med den amerikanska arten messmyg, de tidigare cistikolorna i Rhopophilus samt en handfull släkten som tidigare också ansågs vara timalior (Fulvetta, Lioparus, Chrysomma, Moupinia och Myzornis). Denna grupp är i sin tur närmast släkt med sylvior i Sylviidae och har tidigare inkluderats i den familj, vilket i stor utsträckning görs fortfarande. Enligt sentida studier skilde sig dock de båda grupperna sig åt för hela cirka 19 miljoner år sedan, varför tongivande International Ornithological Congress (IOC) numera urskilt dem till en egen familj, Paradoxornithidae. Denna linje följs här.

## Levnadssätt
Gråhuvad papegojnäbb förekommer i städsegrön lövskog men även i mer buskartade områden med stånd av bambu. Den lever mestadels av vegetabilisk föda, som kastanjer, knoppar och frön, men kan också inta insekter och deras larver. Den ses ofta i sällskap med sex till åtta individer. Fågeln häckar mellan februari och jul. Den bygger ett mycket vackert och prydligt skålformat bo. Arten är stannfågel.

## Status och hot
Arten har ett stort utbredningsområde, men tros minska i antal, dock inte tillräckligt kraftigt för att den ska betraktas som hotad. Internationella naturvårdsunionen IUCN listar arten som livskraftig (LC).  Den beskrivs som generellt ovanlig till ganska vanlig.